# Centralni venski pritisak
Centralni venski pritisak (CVP) je pritisak krvi u desnoj srčanoj pretkomori. Njegovo merenje zasniva se na pretpostavci da je njegova vrednost ekvivalentna pritisku u desnoj pretkomori i da odslikava dotok krvi u desnu komoru. Uz neke dodatne pretpostavke (odsustvo plućne patologije i plućne hipertenzije, odsustvo valvularnih mana i izolovane insuficijencije desnog srca) centralni venski pritisak može da odražava pritiske punjenja
u levoj srčanoj pretkomori i komori.

## Osnovne informacije
Novi dokazi ukazuju na to da nema apsolutne direktne korelacije između centralnog venskog pritiska (CVP) i ukupne zapremine krvi prisutne u cirkulaciji. Pojavom koncepta reakcije na tečnost  i njenog uticaja na ishod pacijenta, utvrđeno je da je CVP loš prediktor reakcije na tečnost. Tačno merenje centralnog venskog pritiska takođe je bilo izazovno. Istraživanje je otkrilo da se približno kod 75% ispitanika pogrešilo u merenju CVP-a. Također je pokazalo da mnogi mlađi kliničari i dalje koriste centralni venski pritisak za lečenje kardiovaskularnih slučajeva uprkos sumnji u tačnost CVP-a; ovo naglašava potrebu za odgovarajućom edukacijom o centralnom venskom pritisku.
Sistematski pregled iz 2008. godine ukazao je na nedovoljno podataka koji podržavaju da centralni venski pritisak treba kontrolisati u jedinicama intenzivne nege, operacionim salama i hitnim službama. Ovaj pregled je također predložio da se centralni venski pritisak sme koristiti samo kao mera funkcije desne komore, ali ne i kao mera zapreminskog stanja u određenim populacijama pacijenata, (pacijentima s transplantacijom srca, pacijentima s infarktom desne komore ili akutnom plućnom embolijom). Treba napomenuti da kampanja za  preživljavanje sepse više ne cilja centralni venski pritisak od 8 do 12 mmHg kao meru za oživljavanje tečnostima. Zbog ograničenja centralnog venskog pritiska kao statičke mere, društvo za kritičnu negu shvatilo je da  će parametri poput klirensa laktata dinamičnije i preciznije potvrditi adekvatnost perfuzije krajnjih organa.
Nekoliko organskih sistema reguliše centralni venski pritisak. Centralni venski pritisak, koji je direktna aproksimacija pritiska u desnoj pretkomori, zavisi od ukupnog volumena krvi i usklađenosti centralnog venskog pritiska. Na to utiče i bezbroj faktora, uključujući srčani ritam, ortostazu (promena iz stojećeg u ležeći položaj), arterijsku dilataciju i predopterećenje (koje se može povećati kontrakcijom trbušnog mišića ili udova, kao i zatajenjem bubrega što rezultuje zadržavanjem tečnosti) .

## Vrednost CVP
Normalne vrednosti CVP iznose 3-8 mmHg. Fiziološki je povećan u trudnoći. Smanjen je kod cirkulatornog šoka i smanjenog cirkulišućeg volumena krvi, a povećan kod popuštanja srca i prepunjenosti cirkulacije.
Važno je napomenuti da trend promena pritiska ima veću vrednost od pojedinačnih izmerenih vrednosti CVP.
| Lokacija                                  | Lokacija                                  | Normal nivo pritiska (mmHg) |
| ----------------------------------------- | ----------------------------------------- | --------------------------- |
| Centralni venski pritisak                 | Centralni venski pritisak                 | 3–8                         |
| Pritisak u desnoj komori                  | sistolni                                  | 15–30                       |
| Pritisak u desnoj komori                  | dijastolni                                | 3–8                         |
| Plućni arterijski pritisak                | sistolni                                  | 15–30                       |
| Plućni arterijski pritisak                | dijastolni                                | 4–12                        |
| Plućna vena/pritisak u plućnim kapilarima | Plućna vena/pritisak u plućnim kapilarima | 2–15                        |
| Pritisak u levoj komori                   | sistolni                                  | 100–140                     |
| Pritisak u levoj komori                   | dijastolni                                | 3–12                        |

## Mehanizam
Rane eksperimentalne studije istraživale su različite hemodinamičke parametre, uključujući centralni venski pritisak (CVP), venski povratak (VR) i srčani volumen (CO) - njihov odnos opisuje:
Starlingova jednačina protoka
Q = ΔP / R, 
gde je -  Q  protok, ΔP  gradijent pritiska,  R  otpor.
Teoretski, kada je srednji sistemski pritisak punjenja jednak središnjem venskom pritisku, neće doći do venskog povratka. CVP je obrnuto povezan sa venskim povratkom. Međutim, još jedan faktor koji treba uzeti u obzir je intratorakalni pritisak. Ako bi središnji venski pritisak pao ispod intratorakalnog pritiska, centralne vene se stisnu i ograničavaju venski povratak. 
Promena volumena može uticati na periferni venski pritisak, a zbog njihove usklađene prirode promena ukupnog volumena imala bi veći učinak na količinu krvi prisutnu u venama. Venski tonus reguliše simpatički nervni sistem kao i spoljašnje sile kompresije. U normalnim fiziološkim uslovima, izlazi desne i leve komore su jednaki.
Centralni venski pritisak utiče na minutni izlaz srca (leva komora) - to je izazvano promenama u centralnom venskom pritisku koje dovode do promena u pritiscima punjenja levog srca.

## Merenje
Centralni venski pritisak se meri kateterizacijom desne strane srca, tako što se kateter poveže sa manometrom.
Kako su vrednosti CVP-a u načelu niske, tehnički ispravno merenje i definisanje hidrostatske nule (~nulovanje~transdjusera) je veoma značajno radi dobijanja tačnih podataka.
Kako ne postoje vrednosti CVP-a koje jasno identifikuju bolesnike kod kojih će se minutni
volumen srca povećati ukoliko se primeni terapija tečnostima, što se odnosi i na povišene vrednosti CVP-a koje su prisutne samo kod patoloških stanja.

## Značaj
Koristi se za određivanje funkcije cirkulacionog sistema, volumena, preraspodele krvi u telu, kao i mogućnost uticanja na ishod lečenja.

Merenja CVP-a kod kritično obolelih bolesnika nije sasvim dokazana, pogotovu kod lečenja bolesnika sa sepsom i septičnim šokom, kada se saturacija krvi kiseonikom iz centralne vene (ScvO2) koristi kao surogat saturacije mešane venske krvi (SvO2), odnosno krvi iz plućne arterije. Iako se ove vrednosti razlikuju, prisustvo patološki niskih vrednosti ScvO2 ukazuje da hipoperfuzija i tkivna hipoksija mogu biti prisutne.
Studija Riversa i saradnika, u kojoj je prikazana rana ciljana terapija bolesnika sa sepsom (early goal-directed therapy (EGDT)), pokazala je da je primena ScvO2, uz merenje srednjeg arterijskog pritiska i CVP-a, dovela do poboljšanja lečenja i sniženja mortaliteta kod bolesnika sa teškom sepsom i septičnim šokom.
Pored toga, utvrđeno je da je CVP u obrnutoj korelaciji sa sistolnom ekskurzijom trikuspidnog zaliska kod kritično bolesnih pacijenata sa mehaničkom ventilacijom (sa frakcijom izbacivanja leve komore (LVEF) manjom od 55%), pa se za tu promenu može koristiti kao surogat marker CVP.

## Spoljašnje veze
- Central Venous Pressure Monitoring (језик: енглески)
- Cardiovascular Physiology Concepts
- (језик: енглески)Central Venous Pressure and Pulmonary Capillary Wedge Monitoring (језик: енглески)

|  | Molimo Vas, obratite pažnju na važno upozorenje u vezi sa temama iz oblasti medicine (zdravlja). |